# Пилява (герб)
Пиля́ва (пол. Pilawa) — польский дворянский герб: два целых белых креста и правая половина третьего, стоящие в голубом поле.
Герб впервые упоминается как награда за победу над пруссами при городе Пиляве. Герб был пожалован витязю Зарославу королём Польским Болеславом Кудрявым. Если герб Пилява поставлен на обращённую шипами вниз подкову в голубом поле, то символ  получает иное значение и имя —  Пухалы (пол. Puchala). В дальнейшем был гербом Потоцких и подвластных им городов (например, Червонограда в Львовской области).

## Используют
Бальцеры (Balcer), Батулевичи (Batulewicz), Боровские (Borowski), Бучацкие (Buczacki), Быстржиковские (Bystrzykowski), Харковские (Charkowski), Хржчоновские (Chrczonowski, Chrzczonowski), Цешковские (Cieszkowski), Чарноцкие (Czarnocki), Добромирские (Dobromirski), Дроздовские (Drozdowski), Гонсеровские (Gasiorowski), Яновские (Janowski), Юрковецкие (Jurkowiecki),графы и дворяне Калиновские (Kalinowski), Каменецкие (Kamieniecki, Kamienietz), Кличковские (Kliczkowski), Кликовичи (Klikowicz), Кубятовичи (Lachowski), Леховские (Lechowski), Лихновские (Lichnowski), Манастерские (Manasterski), Марцинковские (Marcinkowski), Марс (Mars), Милковские (Milkowski), Мисевские (Misiewski, Misiowski), Москоржевские (Moskorzewski), Мурца (Murca), Мысловские (Myslowski), Нагурские (Nagorski), Пенчельские (Peczelski), Пец (Piec), Пецовские (Piecowski), Пилявы (Pilawa), Пилявские (Pilawski), Пиотровчик (Piotrowczyk), Пиотровицкие (Piotrowicki), Платусц (Platusc), Подфилипские (Podfilipski), Подгурские, графы и дворяне Потоцкие (Potocki), Радецкие (Radecki), Рава (Rawa), Равские (Rawski), Скаловские (Skalowski), Слостовские (Slostowski), Станиславские (Stanislawski), Шиховские (Szychowski), Тваровские (Twarowski, Tworowski), Важинские (Wazynski), Ветриховские (Wietrychowski), Войши (Wojsz, Wojsza, Woysza), Загорские (Zagorski), Закличевские (Zakliczewski), Заклишевские (Zakliszewski), Желиславские (Zelislawski).
Пилява изм.
Лонцкие (Lacki z Lek), Пилявские (Pilawski).